# Dar El Barka
Dar El Barka (arabisch دار البركة, DMG Dār al-Barka) ist eine Stadt und Sitz der gleichnamigen Kommune in der Region Brakna im Süden Mauretaniens. 2000 hatte die Stadt 12.353 Einwohner.

## Geographie
Der Ort liegt an der Grenze zum Senegal an den Flussschlaufen und Altarmen (Diou) des Senegal-Flusses. Auf einer ehemaligen Flussinsel liegt ein altes Fort. Es gibt eine Moschee und eine Grundschule. Wenige Kilometer weiter westlich schließt sich die Region Trarza an.

## Persönlichkeiten
- Aïssata Kane (1938–2019), Ministerin